# TeXstudio
TeXstudio (ehemals TeXmakerX) ist ein plattformunabhängiger Editor für die Erstellung von LaTeX-Dokumenten. Es ist einer von mehreren Forks des LaTeX-Editors Texmaker.
Im Unterschied zu Texmaker bietet TeXstudio eine größere Interaktivität mit dem Quelltext. Es werden zum Beispiel die Strukturansicht während des Tippens aktualisiert und neu definierte LaTeX-Kommandos korrekt interpretiert. Des Weiteren wird eine Syntaxkontrolle durchgeführt, die die korrekte Schreibweise von LaTeX-Kommandos sowie in einfacheren Fällen deren korrekte Verwendung, wie Mathematikbefehle außerhalb von Mathematikumgebungen, überprüft. TeXstudio kann Unicode-kodierte Dateien verarbeiten.

## Hauptmerkmale
TeXstudio kann Dokumente kompilieren und anzeigen. Zur Arbeitserleichterung verfügt das Programm über Syntaxhervorhebung, Echtzeit-Syntaxkontrolle und Echtzeit-Rechtschreibprüfung. Außerdem kann es LaTeX-Befehle automatisch vervollständigen. TeXstudio ist durch Skripte erweiterbar und beherrscht Code-Faltung. Weiterhin ist eine Versionsverwaltung über Apache Subversion (SVN) möglich.
Ein besonderes Feature ist die Möglichkeit, den Code zur Einbindung von Abbildungen und Tabellen per Assistenten zu erzeugen. Darüber hinaus kann TeXstudio in bestehenden Tabellen Zeilen und Spalten einzeln einfügen oder entfernen.